# Gud, från ditt hus, vår tillflykt, du oss kallar
Gud, från ditt hus, vår tillflykt, du oss kallar är en engelsk psalm diktad 1968 av Fred Kaan med inledningsraden Lord, as we rise to leave the shell of worship och översatt till svenska 1970 av Britt G. Hallqvist. Musiken är skriven i Chartres 1784.

## Publicerad i
- Psalmer och visor 1976 som nummer 712.
- Herren Lever 1977 som nummer 912 under rubriken "Tillsammans i världen - Samhälle - arbetsliv".[1]
- Den svenska psalmboken 1986 som nummer 288 under rubriken "Tillsammans i världen".
- Den finlandssvenska psalmboken 1986 som nummer 485 under rubriken "Ansvar och tjänande".